# Демель, Вальтер (писатель)
Вальтер Демель (нем. Walter Dehmel; 9 мая 1903, Берлин, Германская империя — 20 июня 1960, Шёнайхе, Одер-Шпре, Бранденбург, ФРГ) — немецкий писатель и переводчик.

## Биография
Демель родился в семье мебельщика. После окончания начальной школы он работал слесарем и долгое время был безработным. Затем он нашёл работу в магистрате Берлина.
Демель активно участвовал в деятельности социал-демократической рабочей молодёжи и в 1922 году стал членом Социал-демократической партии Германии. В 1928 году он опубликовал свои первые стихотворения и рассказы. В 1933 году он подвергся жестокому обращению со стороны нацистов и был уволен мировым судьёй без предупреждения.
После 1945 года он сыграл ключевую роль в создании центра образования взрослых в берлинском округе Трептов. С 1946 года он работал в Берлине как внештатный писатель и переводчик. Наибольшую известность получили написанные им молодёжные песни, такие как «Мы молодые, беспокойные», «Из смятения этих дней» и «Это время — поворотный момент», а также переводы с русского, итальянского и американского английского языков, такие как «Всемирная песня молодежи» и «Вперёд, вы, трудящиеся, не сдавайтесь» (Bandiera rossa).
В 1954 году Демель был награждён орденом «За заслуги перед Отечеством» в бронзе.

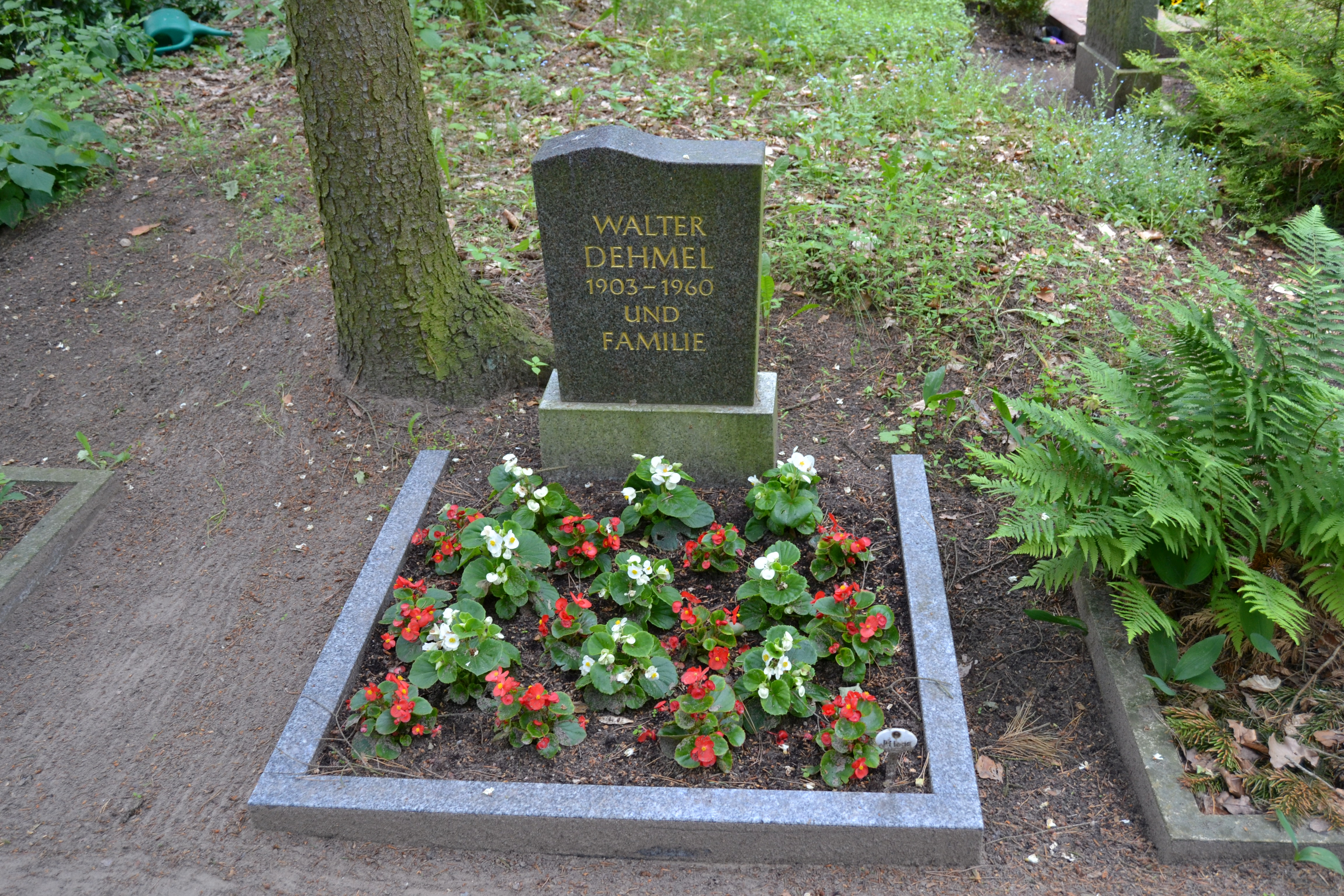
Могила Вальтера Демеля

В 1959 году Демель переехал в Шёнайхе. В последние годы жизни он тяжело болел. Его имуществом владеет Академия искусств в Берлине.